# Голоустная
Голоустная (бур. Эдеэн гол) — река в Иркутской области России, впадает в озеро Байкал.

## География
Протекает по территории Иркутского района. Берёт начало с северных склонов Приморского хребта, затем делает петлю, прорезает его и, разбиваясь на рукава, впадает в озеро Байкал. Длина — 122 км, площадь водосборного бассейна — 2300 км². По данным наблюдений с 1942 по 1997 год среднегодовой расход воды в 3,5 км от устья составляет 9,57 м³/с. Ширина реки в районе посёлка Большое Голоустное — 55 м, глубина — 2 м. В устье долина заболочена. На реке расположено село Малое Голоустное, посёлки Нижний Кочергат и Большое Голоустное.

## Данные водного реестра
По данным государственного водного реестра России и геоинформационной системы водохозяйственного районирования территории РФ, подготовленной Федеральным агентством водных ресурсов:
- Бассейновый округ — Ангаро-Байкальский
- Речной бассейн — бассейны малых и средних притоков средней и северной части озера Байкал
- Водохозяйственный участок — бассейны рек средней и северной части озера Байкал от восточной границы бассейна реки Ангары до северо-западной границы бассейна реки Баргузин

## История
В конце XVIII — начале XVIII века Андрей Ошаровский построил на реке зимовье для проезжих людей. В 1701 году Ошаровский получил разрешение Тобольского митрополита на строительство часовни Николая Чудотворца.
Указом Петра I от 14 октября 1709 года рядом с зимовьем Ошаровского была выделена земля площадью 80×40 сажень для строительства кельи Посольского монастыря. Монастырь поселил на этой земле зимовщиков, которые промышляли рыбу для монастыря.
После смерти Ошаровского (в 1710 году) его земля перешла во владение Вознесенского монастыря. Вознесенский монастырь получил разрешение на право владения землёй Ошаровского 20 июля 1721 года.
В 1740 году рыбную ловлю у монастыря отобрал иркутский посадский Степан Свидерский. В 1741 году провинциальная канцелярия закрепила рыбную ловлю на Голоустной за иркутским посадским Фёдором Ланиным. Со временем Вознесенский монастырь прекратил использовать свою землю на Голоустной и его участок перешёл во владение Посольскому монастырю.